# Фритата
Фрита́та (італ. frittata, досл. «смажена», «смаженя»), фриттата — італійський омлет, який готують з начинками з сиру, овочів, ковбаси або м'яса.
Зазвичай фритату готують на плиті, потім доводять до готовності в духовці.
Неаполітанську фритату часто готують з використанням макаронів. Традиційна селянська фритата містить цибулю порей і сир пармезан. Під фритату не додаються продукти, що містять велику кількість рідини. Наприклад, якщо ви хочете додати помідори, їх спочатку слід розрізати, позбавити від насіння і рідини, потім дати полежати в сухому місці 15-30 хвилин, і тільки після цього використовувати для приготування цієї страви. Сьогодні італійську фритату готують на сковороді з двома ручками, спеціально створену під цю страву.
Готується фритата на маленькому вогні. Збиті яйця заливаються на дно змащеної олією пательні, потім кладеться начинка. Коли нижній шар фритати починає запікатися, сковороду можна закрити кришкою і довести до готовності на повільному вогні, або можна сковороду помістити в духовку.

## Історія
Італійське слово «фритата» походить від friggere, що означає «смажити». Спершу цей термін використовувався для позначення будь-якого виду смажених на пательні яєць, від звичайного омлету до іспанської тортилії де пататас, що готується з додаванням картоплі. Поза Італією фритату розглядали як еквівалент омлету до кінця середини 1950-х років.
За останні п'ятдесят років слово фритата стало терміном для позначення багатьох видів смажених яєць.
Має дві основні відмінності від звичайного омлету:
- Завжди є хоча б один інгредієнт на вибір, і змішуються з яйцями доки вони ще сирі[2][3], на відміну від звичайного омлету, куди все кладеться до того поки яйця схопляться на сковорідці[4].
- Яйця можуть бути сильно збиті, тоді у результаті страва буде пухкіша за звичайний омлет.

## Класична сирна фритата

### Інгредієнти
- 2 ст. л. оливкової олії
- 1 зубчик часнику
- 3 великих яйця
- Сіль, мелений перець на смак
- 1/3 склянки тертого сиру моцарела
- 1/3 склянки сиру рикота
- 1/3 склянки тертого сиру чеддер або грюєра
- 1 столова ложка подрібненої свіжої петрушки

### Приготування
- Розігріти духовку. У неглибокій пательні (діаметром 25 см) нагріти оливкову олію на середньому вогні. Додати сюди зубчик часнику, розрізаний на 2-3 частини, і готувати до золотистого кольору, після чого часник можна вийняти й викинути.
- До приправленої часником олії додати збиті яйця, посолити, поперчити на смак. На кілька хвилин залишити на плиті, щоб яйця схопилися.
- Рівномірно засипати яйця тертими сирами та поставити сковороду в духовку на 3-5 хв, щоб сири розплавилися. Посипати зеленню петрушки й подати до столу.

## Фритата з овочами

### Інгредієнти
- 6 яєць

- 3 болгарські перці

- 1 червона цибуля

- 200 г броколі

- 200 г стручкової квасолі

- 1/4 лимона

- 50 мл оливкової олії

- 2 зубчики часнику

- 50 г вершкового масла

- сіль, чорний мелений перець, приправи

### Приготування
- Змішати яйця з сіллю і приправами.

- Розібрати броколі на суцвіття, перець очистити від шкірки й нарізати тонкою соломкою. Цибулю нарізати тонкими півкільцями.

- Часник дрібно порізати, змішати з соком лимона та оливковою олією.

- Нарізану цибулю обсмажити на вершковому маслі до м'якості. Додати броколі та обсмажувати 1 хвилину.

- Додати туди перець і стручкову квасолю, смажити ще 1 хвилину. Покласти часник в лимонному соку й олії, а через 30 секунд залити яйцями.

- Коли яйця почнуть застигати, поставити пательню в розігріту до 180 градусів духовку на 7-10 хвилин.

- Подавати, посолити, поперчити й посипати зеленню.